# Villacarrillo Club de Fútbol
El Villacarrillo Club de Fútbol es un club de fútbol de la ciudad de Villacarrillo (Jaén) España. Actualmente milita en el grupo IX de Tercera División. Fue fundado en 2006 y juega sus partidos como local en el Estadio Municipal Veracruz, que posee un terreno de juego de césped artificial con medidas 101 x 61 metros y capacidad para 3.000 espectadores.

## Historia
Equipo fundado en 2006 por D. Pablo Cruz Pérez a raíz de la desaparición del antiguo CD Villacarrillo.
El primer año compitió en el Grupo 2°, de la primera provincial jiennense, quedando cuarto. La temporada 07/08 competiría nuevamente en esta categoría quedando séptimo.
Sería una temporada más tarde, en la 2008/09, tras la llegada a la presidencia de D. Francisco Martínez cuando conseguiría el anhelado ascenso a regional preferente. 
La temporada 09/10 en la que el equipo se estrenaba en la regional preferente, consiguió el campeonato de forma brillante, quedando por delante de equipos como el Carolinense y Los Villares, ascendiendo de esta manera a primera división andaluza. 
El año del estreno celeste en la nueva categoría marcharía por buenos cauces, quedando en cuarta posición con 60 puntos, a sólo dos puntos de los puestos que daban derecho a jugar play off de ascenso a tercera división. 
En la temporada 2011/12 este equipo sigue con su meteórico progreso, dirigido por Alberto Lasarte se bate con equipos como el Linares Deportivo, CD Úbeda Viva, Juventud Torremolinos, CD Alhaurino,Dos hermanas San Andrés, o Baeza CF...en duras batallas como la del 6 de mayo de 2012, en la que se enfrentaba al Linares Deportivo en la penúltima jornada liguera, con el liderato y el ascenso directo en juego, y en la que venció 3-0 con goles de Antoñín y Carlos Ortega por partida doble, ante cerca de 3.000 espectadores que abarrotaban el Veracruz. Quedaba así una jornada en la que el Villacarrillo dependía de sí mismo para lograr el campeonato y ascender a tercera.
ólo quedaba el partido ante el Real Jaén B, equipo al que venció 1-2 con goles de Pepe Almansa y Carlos Ortega, con la ayuda de más de 400 seguidores villacarrillenses desplazados a tierras de la capital. 
El Villacarrillo conseguía así hacer historia y ascender a Tercera División por primera vez, además de proclamarse campeón de Primera División Andaluza y batir el récord absoluto de puntos de dicha categoría con 85 puntos en 34 jornadas. Después disputaría la Copa Subdelegado del Gobierno de Jaén, en la que alcanzó la final que se disputaría en el remodelado estadio San Miguel de Úbeda, la calurosa mañana del 26 de junio de 2012, venciendo 0-2 con goles de Toni y Carlos Ortega ante Los Villares CF, equipo que también acababa de conseguir el ascenso a Primera Andaluza, consiguiendo de esta manera su primera Copa Subdelegado.
Tras su victoria ante la Unión Estepona CF el 3 de febrero de 2013 alcanzó el primer puesto en la liga de 3ª división aunque, finalmente, acabó la liga en sexta posición.

## Uniforme
- Uniforme titular: Camiseta celeste, pantalón blanco y medias celestes.
- Uniforme alternativo: Camiseta y pantalón granate, medias celestes.

## Temporadas
| Temporada | Nivel | División        | Grupo | Posición         | Puntos | Promoción        | Promoción  | Copa(s)          | Copa(s)      |
| --------- | ----- | --------------- | ----- | ---------------- | ------ | ---------------- | ---------- | ---------------- | ------------ |
| 2006-07   | 7     | 1ª Provincial   | II    | 4º               | 36     |                  |            | Copa Subdelegado | Fase previa  |
| 2007-08   | 7     | 1ª Provincial   | II    | 7º               | 37     |                  |            | Copa Subdelegado | Fase previa  |
| 2008-09   | 7     | 1ª Provincial   | II    | 1º               | 62     |                  |            |                  |              |
| 2009-10   | 6     | Reg. Preferente | Jaén  | 1º               | 67     |                  |            | Copa Subdelegado | 1/4 de final |
| 2010-11   | 5     | 1ª Andaluza     | III   | 4º               | 60     |                  |            | Copa Subdelegado | 1/8 de final |
| 2011-12   | 5     | 1ª Andaluza     | III   | 1º               | 85     |                  |            | Copa Subdelegado | Campeón      |
| 2012-13   | 4     | 3ª División     | IX    | 6                | 65     |                  |            |                  |              |
| 2013-14   | 4     | 3ª División     | IX    | 8                | 59     |                  |            |                  |              |
| 2014-15   | 4     | 3ª División     | IX    | 18               | 31     |                  |            | Copa Diputación  | 1/4 de final |
| 2015-16   | 5     | 1ª Andaluza     | III   | 8º               | 51     |                  |            | Copa Diputación  | Semifinal    |
| 2015-16   | 5     | 1ª Andaluza     | III   | 8º               | 51     | Copa Subdelegado | Subcampeón |                  |              |
| 2016-17   | 5     | Div. de Honor   | II    | 2º               | 78     |                  |            | Copa Diputación  | Semifinal    |
| 2017-18   | 4     | 3ª División     | IX    | 21º              | 28     |                  |            | Copa Diputación  | Semifinal    |
| 2018-19   | 5     | Div. de Honor   | II    |                  |        |                  |            | Copa Diputación  |              |
| 2018-19   | 5     | Div. de Honor   | II    | Copa Subdelegado |        |                  |            |                  |              |

## Palmarés
| Competición Regional                   | Títulos  | Subcampeonatos |
| -------------------------------------- | -------- | -------------- |
| División de Honor de Andalucía (0/1)   |          | 2016/17.       |
| Primera División de Andalucía (1/0)    | 2011/12. |                |
| Regional Preferente de Andalucía (1/0) | 2009/10. |                |
| Primera Provincial de Jaén (1/0)       | 2008/09. |                |
| Copa Subdelegado del Gobierno (1/1)    | 2011/12. | 2015/16.       |